# Sztajer
Sztajer – powolny ludowy taniec styryjski w metrum 3/4, z przyśpiewkami. Sztaler, a raczej sztajer, snadź od Niemców przejęty, podobny do walca, tylko go szerzej tańcują, w każdy kąt izby dolatując.